# Mount Endeavour
Mount Endeavour är ett berg i Antarktis. Det ligger i Östantarktis. Nya Zeeland gör anspråk på området. Toppen på Mount Endeavour är 1 810 meter över havet.